# Grzegorzowice (województwo świętokrzyskie)
Grzegorzowice – wieś w Polsce, położona w województwie świętokrzyskim, w powiecie ostrowieckim, w gminie Waśniów.
Do 1954 roku istniała gmina Grzegorzowice. W latach 1975–1998 miejscowość administracyjnie należała do województwa kieleckiego.
Przez wieś przechodzi  niebieski szlak turystyczny z Łysej Góry do Pętkowic,  czarny szlak turystyczny z Nowej Słupi do Piórkowa oraz  czarny szlak rowerowy z Nowej Słupi do Opatowa.
| Integralne części wsi Grzegorzowice | Integralne części wsi Grzegorzowice | Integralne części wsi Grzegorzowice |
| SIMC                                | Nazwa                               | Rodzaj                              |
| ----------------------------------- | ----------------------------------- | ----------------------------------- |
| 0275926                             | Folwark                             | część wsi                           |
| 0275932                             | Grzegorzowice-Kolonia               | osada                               |
| 0275949                             | Stara Wieś                          | część wsi                           |
| 0275961                             | Wałsnów                             | przysiółek                          |
| 0275955                             | Wielgus                             | część wsi                           |

## Historia

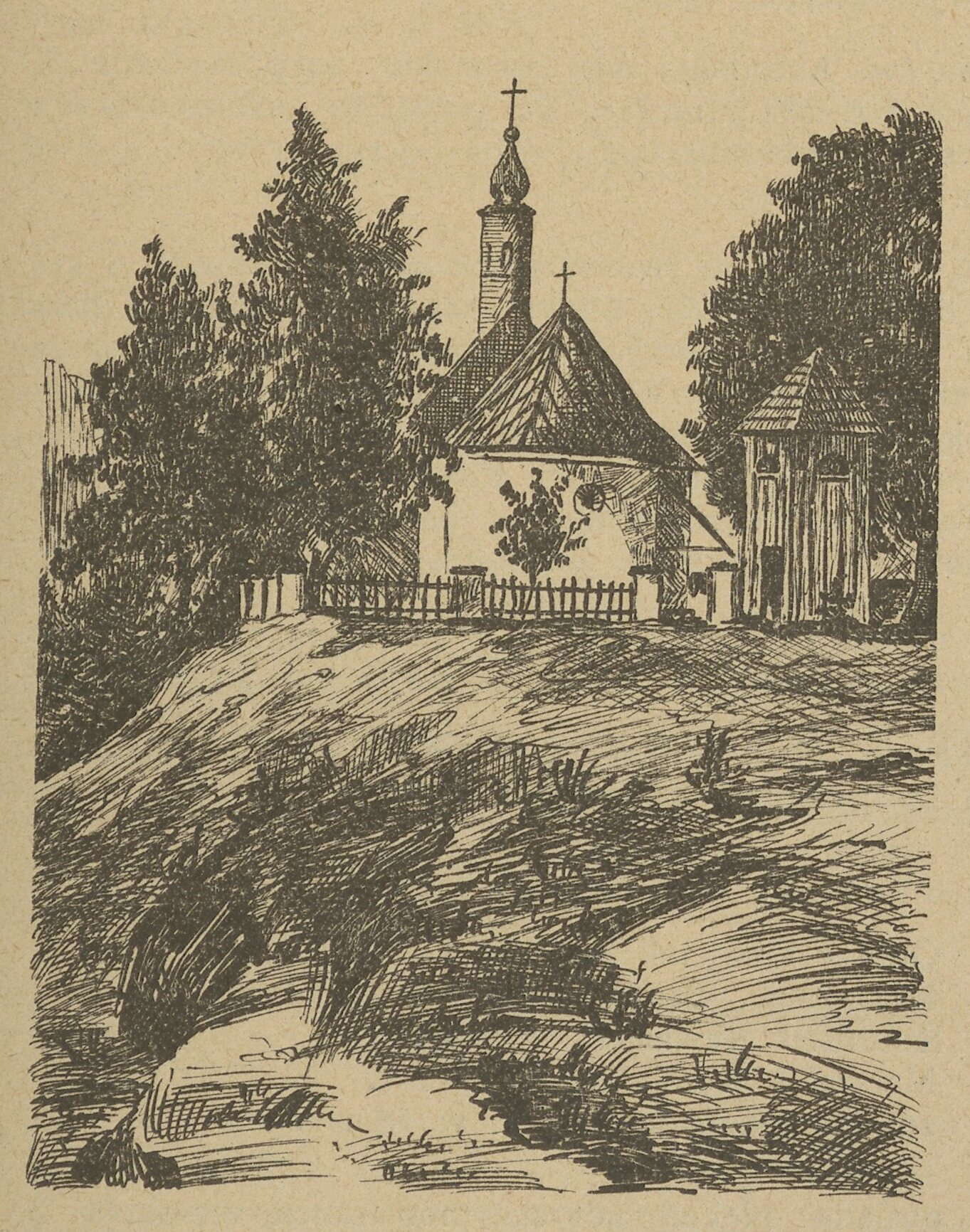
Kościół przed 1907

W roku 1269 Bolesław Wstydliwy na prośbę opata Jakuba nadał liczne swobody wsi Grzegorzewice (obecnie Grzegorzowice) uzyskanej przez klasztor świętokrzyski od rycerza Żegoty w zamian za wieś Wojsław i zezwolił opactwu lokować ją na prawie niemieckim, na takich warunkach jak inne wsie klasztoru świętokrzyskiego.
Za czasów Jana Długosza dziedzicem wsi był Mikołaj Chrząstowski herbu Strzegomia. Wieś miała wówczas 8 łanów kmiecych, 3 karczmy i 5 zagrodników z rolą. Dziesięcinę w wysokości 12 grzywien pobierał klasztor w Wąchocku.
Słownik geograficzny Królestwa Polskiego podaje, iż Grzegorzowice (Grzegorzewice) były wsią i folwarkiem w powiecie opatowskim, gminie i parafii Grzegorzewice. Leżały w odległości 22 wiorst od Opatowa. Posiadały kościół parafialny murowany i urząd gminny.
W 1827 roku Grzegorzowice liczyły 24 domy i 168 mieszkańców. Pod koniec XIX wieku było tam 37 domów, 339 mieszkańców, 586 mórg ziemi dworskiej oraz 294 morgi ziemi włościańskiej.

Parafia Grzegorzowice (dekanat Opatów) liczyła pod koniec XIX wieku 709 dusz. Gmina Grzegorzowice z kolei – 3807 mieszkańców i 8821 mórg, w tym 5181 mórg ziemi dworskiej oraz 3646 mórg ziemi włościańskiej. W skład gminy wchodziły wówczas: Cząstków, Dębniak, Dobruchna, Grzegorzewice, Jeleniów, Kowalkowice, Konin, Kończany, Nowa Wieś, Pokrzywianka z młynem Chełm, Sarnia Zwola, Skały, Skoszyn, Słupia Stara, Walenów i Włochy.
Według Towarzystwa Kredytowego Ziemskiego Grzegorzowice wraz z attynencją Zagaj (nabyte w roku 1879 za kwotę 38500 rubli srebrem) obejmowały powierzchnię 586 mórg, z czego 418 mórg stanowiły grunty orne i ogrody, 29 mórg – łąki, 12 mórg – pastwiska, 99 mórg – lasy, a 28 mórg – place i nieużytki. Było tam wówczas 6 budynków murowanych, 16 drewnianych, młyn wodny oraz pokłady wapna.

## Zabytki
- Kościół pw. św. Jana Chrzciciela – murowany z kamienia, wzniesiony na wzgórzu.

Wystawił go w XV wieku dziedzic Grzegorzowic – Grzegorz Nawój herbu Topór. Odnowiony w 1851 r. Najstarszą część budowli – prezbiterium – stanowi romańska rotunda z dostawioną od wschodu półkolistą absydą (w niej rozeta z czworolistnym przeźroczem). Nad drzwiami świątyni widnieje data „1627”, oznaczająca rok, w którym dobudowano nawę. W barokowym wnętrzu kościoła znajduje się kamienna chrzcielnica z XIV w. oraz pomnik z inskrypcją Tu leży Onufry Chościak Popiel, kasztelanic Sandomierski, rotmistrz kawalerji narodowej. Marszałek konfederacji z roku 1812. Zmarł 29 XI 1826 w 58 roku życia. W zakrystii przechowuje się relikwie św. Stanisława Kostki oraz Drzewa Krzyża Świętego.
Kościół został wpisany do rejestru zabytków nieruchomych (nr rej.: A.620 z 16.10.1956 i z 23.06.1967).
- park podworski – z czterema ogromnymi, ponad 400-letnimi dębami. Można tu też zauważyć wydrążone w lessie wąwozy. Jeszcze na początku XX wieku znajdował się tu sztucznie wykopany Wielki Loch ukazujący nadzwyczajną zwięzłość glinianego podłoża. (Nr rej.: A.621 z 13.12.1957)[7].
- enklawa Świętokrzyskiego Parku Narodowego włączona do parku w grudniu 2021 r.